# A l'ast

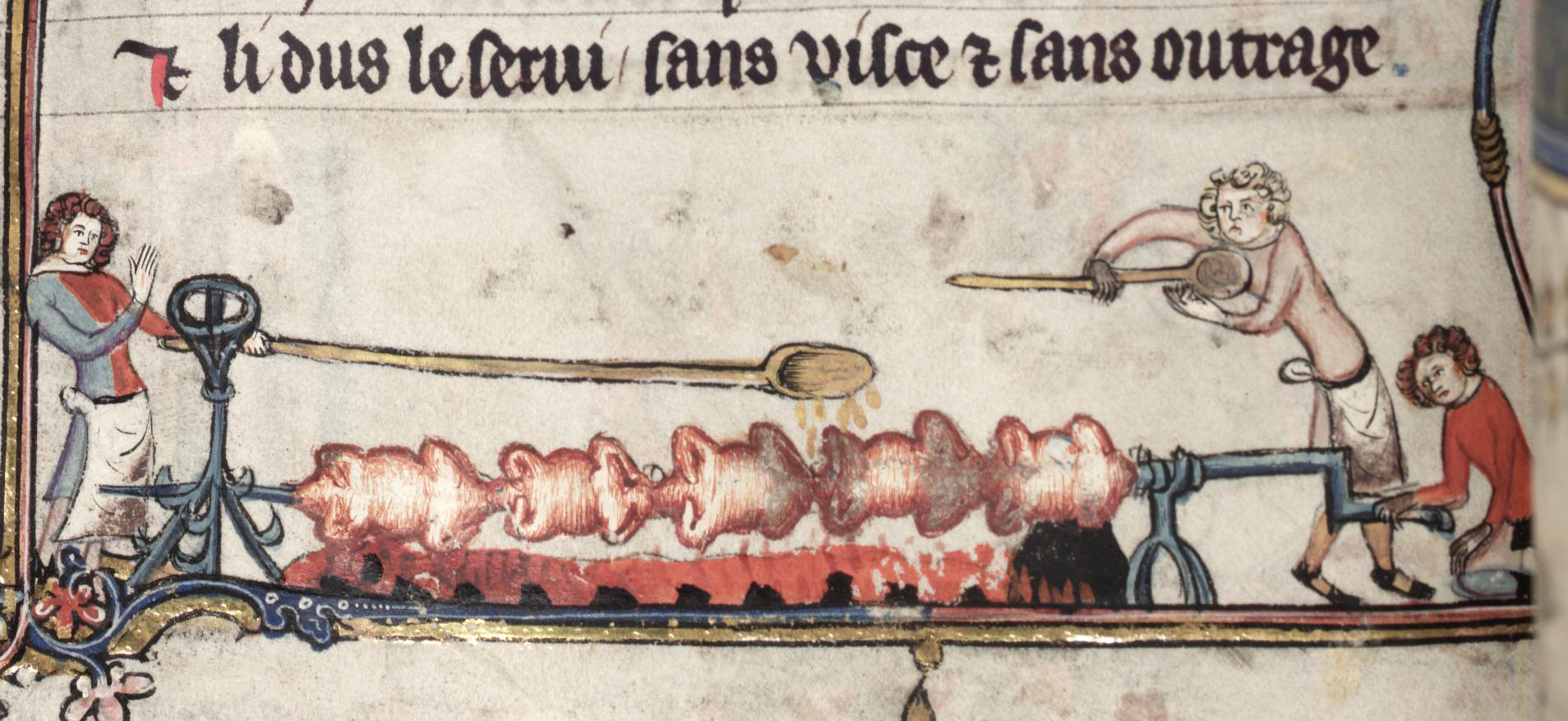
Pollastres a l'ast al

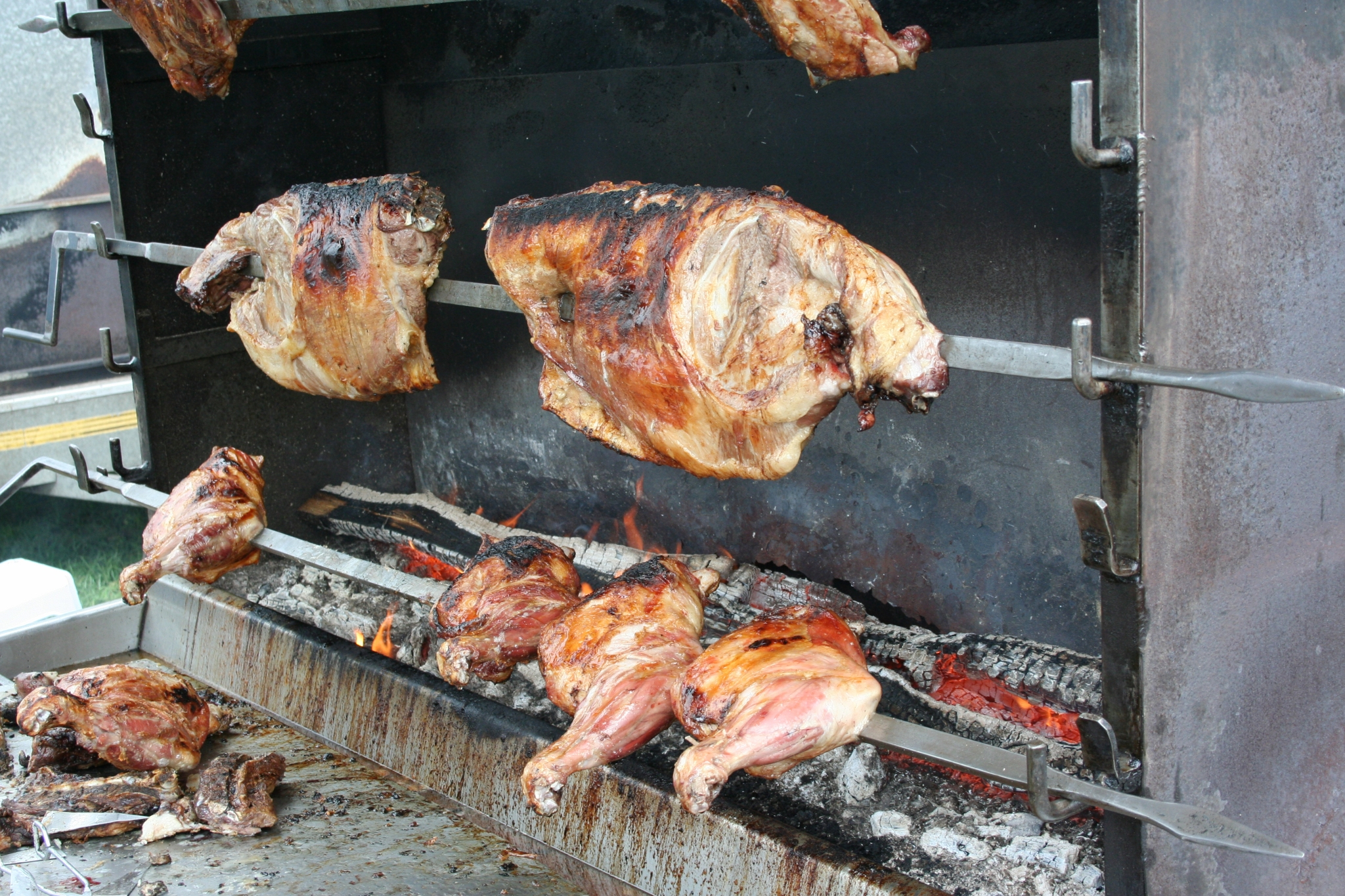
Carn rostida en un rostidor, a l'ast al

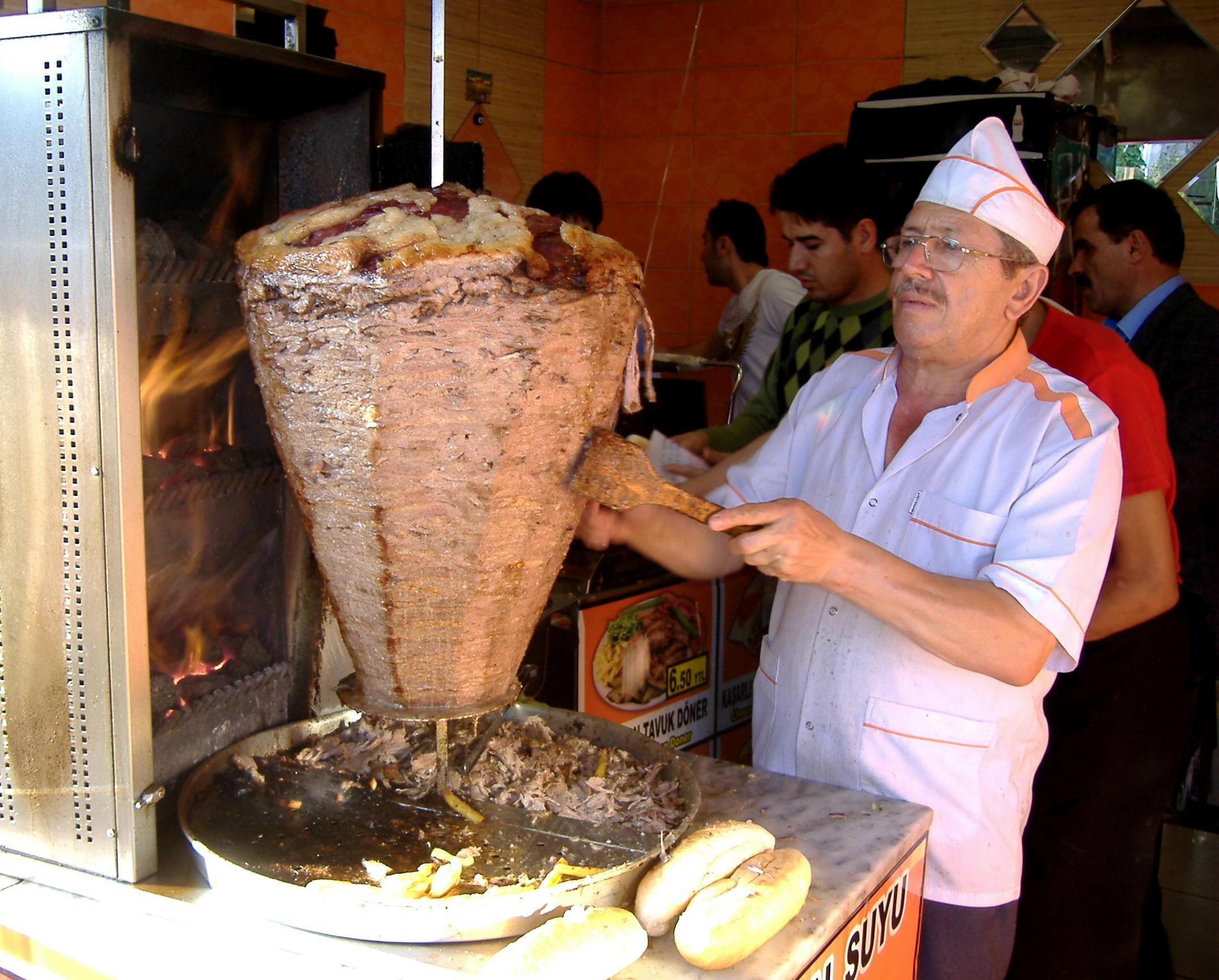
Un ast vertical de döner

La cocció a l'ast és una tècnica culinària consistent a inserir l'aliment en un ast, que s'introdueix dins un forn o bé s'acosta a un foc o altra font de calor mentre se li dona un moviment de rotació, d'eix el mateix ast, per tal que l'aliment es cogui per tota la seva superfície. L'ast és una tija tradicionalment de ferro, o avui pot ser altre metall, i punxeguda.
Als Països Catalans i a Occitània algunes llars tenien un ast a la llar de foc, suportat a cada extrem per un aster o cavallet i que es feia girar manualment amb una maneta anomenada menador d'ast. Avui és molt comú un aparell industrial al qual s'hi poden posar diversos asts horitzontals en paral·lel, un sobre l'altre, front a una paret que radia calor. Típicament es troben a establiments especialitzats a vendre pollastre a l'ast, tot i que de vegades s'hi rosteixen també altres aus i tipus de carn, siguin animals sencers o en trossos més grans o més petits.
A la cuina del Magrib és també molt popular, hi destaca el mexui i també l'ast vertical. Com a la mediterrània europea s'associa sovint amb àpats populars i festius.

## Història
A l'edat mitjana la carn a l'ast era molt habitual i hi havia diferents salses per a acompanyar-les, com ara una de brou amb mostassa i mel o sucre. Diverses receptes amb la tècnica de l'ast estan ja esmentades al llibre de Sent Soví i al Llibre del Coch. A més del conill, aus i els trossos de carns nobles també s'hi cuinaven d'aquesta manera el fetge i els pulmons de porc, per exemple, que eren típics per sant Esteve, i se servien amb salses. El conill a l'ast era molt típic al dijous gras, acompanyat d'almedroch, una mena d'allioli enriquit amb rovell d'ou i formatge.
A La cuynera catalana, del segle xix, també apareixen diverses receptes de carn i peix a l'ast. S'hi explica que en principi l'ast seria per a aus i carn, però que per a alguns peixos també és recomanable. En algunes receptes s'hi convenen coccions en olla amb l'ast.

## Cultura popular
- Qui roda l'ast, no en tast